# Безногие ящерицы
Это статья о ящерицах из семейства Anniellidae. Безногими ящерицами также называют веретеницевых, чешуеногов, червеобразных ящериц и некоторых других.
Безногие ящерицы (лат. Anniella) — род пресмыкающихся из отряда чешуйчатых, выделяемый в монотипичное подсемейство Anniellinae семейства веретенициевых. Населяют Мексику и США (штат Калифорния).

## Внешний вид и строение
Имеют тонкое червеобразное тело, покрытое мелкой рыбообразной чешуёй. Голова лишь несколько шире тела. Глаза маленькие, с подвижными веками. В отличие от сходных по внешнему виду веретеницевых, у безногих ящериц нет наружных слуховых отверстий, а костные пластины под туловищными чешуями развиты слабо. Конечности отсутствуют, причём плечевой пояс, который сохраняется у других ящериц, не имеющих ног, подвергся полной редукции. Череп отличается отсутствием височных дуг.

## Образ жизни
Большую часть времени безногие ящерицы проводят под землёй и лишь изредка выползают на поверхность. С помощью лопатообразно расширенной головы и волнообразных движений тела они прокладывают ходы в рыхлом и песчаном грунте. Питаются преимущественно насекомыми и другими беспозвоночными, которых они ловят как под землёй, так и на поверхности.
Безногие ящерицы — яйцеживородящие, и за один раз самка производит на свет от одного до четырёх детёнышей. Половая зрелость наступает в возрасте трёх лет.

## Виды
Род включает 6 видов.
- Anniella alexanderae Papenfuss & Parham, 2013
- Anniella campi Shaw, 1940
- Anniella geronimensis Papenfuss & Parham, 2013 — Джеронимская безногая ящерица[1]
- Anniella grinnelli Papenfuss & Parham, 2013
- Anniella pulchra Gray, 1852 — Калифорнийская безногая ящерица[1]
- Anniella stebbinsi Papenfuss & Parham, 2013